# Белослав
Белосла́в (болг. Белослав) — місто в Варненській області Болгарії. Адміністративний центр громади Белослав.

## Населення
За даними перепису населення 2011 року у місті проживали 7813 осіб.
Національний склад населення міста:
| Національність   | Кількість осіб | Відсоток |
| ---------------- | -------------- | -------- |
| болгари          | 6534           | 92,2%    |
| турки            | 111            | 1,6%     |
| цигани           | 55             | 0,8%     |
| інша             | 249            | 3,5%     |
| не визначились   | 138            | 1,9%     |
| Всього відповіли | 7087           |          |

Розподіл населення за віком у 2011 році:
Динаміка населення:

## Культура, туризм
- Музей підводного човна "Слава"
- Музей скла.